# حظر الطيران في مطار بن غوريون 2014
كانَ حظرُ رحلات الطيران من وإلى مطار بن غوريون سلسلة من عمليات حظر الطيران في مطار بن غوريون الدولي في إسرائيل بسببِ الحربِ على غزّة عام 2014.

## حظر الطيران
بحلول الحادي والعشرين من تمّوز/يوليو 2014؛ نصحت وزارة الخارجية الأمريكية المواطنين الأمريكيين بتأجيلِ السفر إلى إسرائيل وذلك بالنظرِ إلى إطلاق المقاومة الفلسطينية لعددٍ من الصواريخ على أجزاءٍ مختلفة من «مدن إسرائيل». سقطَ في اليوم الموالي صاروخٌ على بعد ميلٍ واحدٍ من مطار بن غوريون الدولي في تل أبيب. أدت هذه التطوّرات لتغيير خطوط دلتا الجوية لرحلتها التي كانت مُقرّرةً إلى تل أبيب صوبَ العاصمة الفرنسيّة باريس، قبل أن تقوم الشركة ومعها الخطوط الجوية المتحدة بتعليقِ جميع الرحلات إلى تل أبيب إلى أجلٍ غير مسمى كما ألغت خطوط الولايات المتحدة الجوية الرحلات نحو «المدينة الإسرائيليّة» هي الأخرى.
بعد ذلك؛ منعت إدارة الطيران الفيدرالية شركات الطيران الأمريكية من الطيران من أو إلى مطار بن غوريون لمدةٍ تصلُ إلى 24 ساعة، مُبرّرة ذلك «بالوضعِ الخطير الناشئ عن النزاع المُسلَّح بين إسرائيل وغزة.» من جهتها أوصت وبشدّة الوكالة الأوروبية لسلامة الطيران بعدم إقلاعِ رحلاتٍ جويةٍ صوبَ مطار تل أبيب أو إلى الأماكن القريبةِ منه. في الثالث والعشرين من تمّوز/يوليو؛ مدَّدت إدارة الطيران الفيدرالية الحظر لمدة 24 ساعة أخرى، لكنها رفعتهُ بعد حوالي 36 ساعة بعد انقضاءِ نصف المدّة تقريبًا.
من أجل إثبات أن مطارات إسرائيل آمنة ولإظهارِ تضامنه مع إسرائيل؛ وصلَ رئيس بلدية مدينة نيويورك السابق مايكل بلومبيرغ في طائرة جويّة إلى مطار بن غوريون في الثالث والعشرين من تمّوز/يوليو، ثمَّ قال لشبكة سي إن إن: «حقيقةُ سقوط صاروخٍ على مسافةٍ بعيدةٍ من المطار لا يعني أنه يجبُ عليك إيقاف حركة النقل الجوي إلى بلدْ ما وشلّ الحركة في البلاد!» في المقابل وصفت حركة المقاومة الفلسطينية حماس حظر الطيران لتل أبيب بأنهُ «نصرٌ عظيمٌ».

## رد الفعل الإسرائيلي
بعد فترةٍ وجيزةٍ من إعلان إدارة الطيران الفدراليّة حظر الطيران إلى تل أبيب؛ صرَّح وزير النقل الإسرائيلي يسرائيل كاتس بالقولِ «أنَّ مطار بن غوريون آمنٌ من ناحيّة الإقلاع والهبوط وأنه لا يوجدُ أي قلقٍ أمني على طائرات الركاب.» كانت إسرائيل قد ذكرت من قبل أن القُبَّة الحديدية قد اعترضت بنجاح حوالي 90% من الصواريخ التي كانت تتجهُ نحو المناطق المأهولة بالسكان أو المناطق الاستراتيجية. في السياق ذاته؛ كتبت هيئة الطيران المدني الإسرائيلية وثيقةً تقولُ فيها إنَّ إسرائيل تبذل جهودًا لتجنبِ إلغاء رحلات الطيران التجارية إلى مطار بن غوريون؛ وقد قُدِّمت الوثيقة إلى وزير النقل كاتس مُشيرةً من جديدٍ إلى أن المطار آمن. كان أحدُ الإجراءات المُهمَّة التي اتخذتها سلطات الطيران لزيادة مستوى السلامة في بن غوريون خلال عملية غزة هو توجيه جميع الرحلات التجاريّة عبر المجال الجوي شمال المطار وبعيدًا عن اتجاه غزة؛ وقد سَهُل العمل على هذا الإجراء بفضلِ المُدرَّج 03/21 وهو مدرجٌ جديدٌ في المطار كان قد تمَّ الانتهاءُ منه قبل أقلَّ من شهرين من بدء الحربِ على القطاع.
ردًا على قرار إلغاء كل تلك الرحلات؛ عرضت إسرائيل في الثالث والعشرين من تموز/يوليو فتح مطار عوفدا – الذي يقعُ على بعد 60 كيلومتر (37 ميل) شمال إيلات من أجلِ استقبالِ الرحلات الجوية الدولية بعيدًا عن غزّة. بُعيد افتتاح مطار عوفدا؛ حصلَت حالةُ ازدحامٍ وفوضى بعدما وصله المئات من الرّكاب من شركتي طيران أوروبا و‌طيران ميديتيرانيه. نجحت القبة الحديدية في اعتراضِ صاروخٍ استهدفَ إيلات – التي يقعُ مطار عوفدا على مقربةٍ منها – في الرابع والعشرين من تموز/يوليو.

## شركات الطيران
هذه قائمة بالشركات التي ألغت رحلاتها نحو مطار بن غوريون بسببِ ردّ المقاومة الفلسطينية على الحرب الإسرائيلية على قطاع غزّة:
- الخطوط الجوية اليونانية
- إيروفلوت[21]
- طيران البلطيق[22]
- طيران برلين[23]
- طيران كندا[24][25]
- الخطوط الجوية الفرنسية[26]
- طيران صربيا[27]
- سيناء للطيران[28]
- الخطوط الجوية الإيطالية
- الخطوط الجوية الأمريكية[29]
- الخطوط الجوية النمساوية[30]
- الخطوط الجوية البلجيكية[31]
- الخطوط الجوية الكرواتية
- الخطوط الجوية القبرصية
- خطوط دلتا الجوية[32]
- إيزي جيت[33]
- فين إير[34]
- جيرمانوينغز[35]
- أيبيريا[36]
- الخطوط الجوية الملكية الهولندية
- الخطوط الجوية الكورية
- خطوط لوت الجوية البولندية
- لوفتهانزا[37]
- طيران نيكي[38]
- الخطوط الجوية النرويجية[39]
- خطوط بيغاسوس[40]
- الملكية الأردنية[41][42]
- الخطوط الجوية الإسكندنافية[43]
- الخطوط الجوية الدولية السويسرية
- تاروم[44]
- توي فلاي ألمانيا[45]
- خطوط ترانسايرو الجوية[46]
- الخطوط الجوية التركية[47]
- الخطوط الجوية المتحدة[48]
- خطوط الولايات المتحدة الجوية[49]
- ويز للطيران[50]
- خطوط فيولينغ الجوية[51]
- كوريا للطيران[52]

هذه قائمة بالخطوط الجويّة التي لم تُلغي رحلاتها نحو مطار بن غوريون:
- خطوط أركيا[53]
- الخطوط الجوية الأذربيجانية[54]
- طيران بيلافيا
- الخطوط الجوية البريطانية[55]
- طيران بلغاريا[56]
- الخطوط الجوية التشيكية[57]
- الخطوط الجوية الإثيوبية[58]
- يسرائير[59]
- روسيا إيرلاينز[60]
- الخطوط الجوية الدولية التايلاندية[61]
- خطوط إس سفن[26]
- الخطوط الجوية الدولية الأوكرانية[18]

## التهديدات اللاحقة
في العشرين من آب/أغسطس من نفسِ العام؛ هدَّدت حركةُ حماس بإطلاق صواريخ أخرى على مطار بن غوريون طالبةً جميع شركات الطيران بإلغاءِ رحلاتها. ردًا على هذه التحذيرات؛ ألغت الملكية الأردنية رحلاتها إلى بن غوريون.